# Коммуна (Смоленская область)
Коммуна — деревня в Вяземском районе Смоленской области России. Входит в состав Новосельского сельского поселения. Население — 36 жителей (2007).

## Географическое положение
Расположена в восточной части области в 2,5 км к северо-востоку от Вязьмы, в 1 км южнее автодороги М1 «Беларусь». В 1 км западнее деревни расположена железнодорожная станция Зубаревка на линии Москва — Минск. 

## История
В годы Великой Отечественной войны деревня была оккупирована гитлеровскими войсками в октябре 1941 года, освобождена в марте 1943 года.
В 1963 году указом Президиума Верховного Совета РСФСР деревня Сталино Вяземского сельского района переименована в деревню Коммуна.